# 6036 Weinberg
A 6036 Weinberg (ideiglenes jelöléssel 1988 CV3) a Naprendszer kisbolygóövében található aszteroida. Eric Walter Elst fedezte fel 1988. február 13-án.